# Slovaki
Slováki (slovaško Slováci) so zahodnoslovanska etnična skupina, ki večinoma naseljuje območje Slovaške, njen materni jezik pa je slovaščina.
Na Slovaškem živi okoli 5 milijonov Slovakov, 300.000 jih živi na Češkem, okoli 80.000 v Srbiji (predvsem v Vojvodini), po 20.000 v Romuniji in na Poljskem ter 17.000 na Madžarskem, manjše skupine pa še v Ukrajini, Bolgariji, Rusiji in na Hrvaškem. Približno pol milijona izseljencev živi v ZDA in 20.000 v Kanadi. Slovaški izseljenci živijo tudi v Avstraliji in na drugih celih.
Že vsaj od 19. stoletja naprej so Slovaki, skupaj s Čehi in pripadniki drugih narodov Avstro-ogrske monarhije, pomembno prispevali h kulturi meščanstva v Ljubljani, Mariboru, Celju in drugod po Sloveniji.
Prva civilna žrtev v boju za samostojnost Slovenije (maja 1991, še pred začetkom same vojne za Slovenijo) je bil Josef Simčik, priseljenec slovaškega rodu.
Po širitvi Evropske unije leta 2004 je nekaj slovaških ekonomskih emigrantov, zlasti gradbenih delavcev in zdravnikov, prišlo tudi v Slovenijo.